# Långö (Geta, Åland)
Långö är en halvö i Åland (Finland). Den ligger i den nordvästra delen av landskapet, 30 km norr om huvudstaden Mariehamn. Långö ligger på ön Fasta Åland.